# Mutiny (película de 1917)
Mutiny es una película muda estadounidense de género dramático de 1917 dirigida por Lynn Reynolds y protagonizada por Myrtle Gonzalez, Jack Curtis y George Hernandez.

## Reparto
- Myrtle Gonzalez como Esther Whitaker
- Jack Curtis como Aaron Whitaker
- George Hernandez como el Abuelo Whitaker
- Fred Harrington como Caleb Whitaker
- Val Paul como Jacob Babcock
- Ed Brady como Eben Wiggs